# Campeonato Caboverdiano de Futebol 2024
Il Campeonato Caboverdiano de Futebol 2024 è stata la 64ª edizione, la 49° dall'indipendenza, della massima serie del campionato Capoverdiano di calcio. Il campionato è iniziato il 4 maggio 2024 e si è concluso il 13 luglio successivo. 
La squadra campione in carica era il Palmeira. Il campionato è stato vinto dal Boavista Praia, al suo quarto titolo nazionale.

## Stagione

### Formula
Le 12 squadre partecipanti sono divise in 3 gironi, ognuno da 4 squadre, che giocano partite di andata e ritorno. Al termine di esse, le vincenti dei tre gironi e la miglior seconda classificata si qualificano per la fase finale, ad eliminazione diretta con semifinali di andata e ritorno e finale in gara unica per decretare i campioni nazionali.
La squadra campione si qualifica per la CAF Champions League 2025-26.

## Squadre partecipanti
Al campionato partecipano i campioni delle nove isole di Capo Verde (la decima, Santa Luzia, è disabitata), mentre i campionati locali delle isole di São Vicente e Santiago qualificano due squadre. A queste 11 si aggiunge il Palmeira, campione in carica.
| Club               | Città          | Stagione Precedente                       |
| ------------------ | -------------- | ----------------------------------------- |
| Académica do Fogo  | Fogo           | Non partecipa al campionato               |
| Académica do Sal   | Espargos       | Non partecipa al campionato               |
| Barreirense        | Barreiro       | Non partecipa al campionato               |
| Boavista Praia     | Praia          | Non partecipa al campionato               |
| Derby              | Mindelo        | Non partecipa al campionato               |
| Juventude do Norte | João Galego    | 4° nel Campeonato Caboverdiano - Girone A |
| Morabeza           | Nova Sintra    | Non partecipa al campionato               |
| Os Sanjoanenses    | Porto Novo     | 4° nel Campeonato Caboverdiano - Girone B |
| Palmeira           | Palmeira       | Campione di Capo Verde                    |
| Rosariense         | Ribeira Grande | Non partecipa al campionato               |
| Ultramarina        | Tarrafal       | Non partecipa al campionato               |
| Varandinha         | Tarrafal       | 4° nel Campeonato Caboverdiano - Girone   |

## Stagione Regolare

### Girone A
|  | Pos. | Squadra            | Pt | G | V | N | P | GF | GS | DR |
|  | ---- | ------------------ | -- | - | - | - | - | -- | -- | -- |
|  | 1.   | Académica do Sal   | 10 | 6 | 3 | 1 | 2 | 9  | 8  | +1 |
|  | 2.   | Académica do Fogo  | 8  | 6 | 2 | 2 | 2 | 11 | 6  | +5 |
|  | 3.   | Rosariense         | 8  | 6 | 2 | 2 | 2 | 5  | 7  | -2 |
|  | 4.   | Juventude do Norte | 6  | 6 | 1 | 3 | 2 | 8  | 12 | -4 |

      Qualificata alla Fase Finale
In caso di arrivo a pari punti:
1. Maggior numero di vittorie;
2. Differenza reti;
3. Gol fatti;

### Girone B
|  | Pos. | Squadra     | Pt | G | V | N | P | GF | GS | DR |
|  | ---- | ----------- | -- | - | - | - | - | -- | -- | -- |
|  | 1.   | Palmeira    | 12 | 6 | 3 | 3 | 0 | 13 | 5  | +8 |
|  | 2.   | Morabeza    | 9  | 6 | 2 | 3 | 1 | 7  | 7  | 0  |
|  | 3.   | Barreirense | 8  | 6 | 2 | 2 | 2 | 8  | 8  | 0  |
|  | 2.   | Varandinha  | 2  | 6 | 0 | 2 | 4 | 7  | 15 | -8 |

      Qualificata alla Fase Finale
In caso di arrivo a pari punti:
1. Maggior numero di vittorie;
2. Differenza reti;
3. Gol fatti;

### Girone C
|  | Pos. | Squadra         | Pt | G | V | N | P | GF | GS | DR  |
|  | ---- | --------------- | -- | - | - | - | - | -- | -- | --- |
|  | 1.   | Boavista Praia  | 16 | 6 | 5 | 1 | 0 | 12 | 2  | +10 |
|  | 2.   | Derby           | 11 | 6 | 3 | 2 | 1 | 7  | 4  | +3  |
|  | 2.   | Ultramarina     | 4  | 6 | 1 | 1 | 4 | 5  | 13 | -8  |
|  | 4.   | Os Sanjoanenses | 2  | 6 | 0 | 2 | 4 | 3  | 8  | -5  |

      Qualificata alla Fase Finale
In caso di arrivo a pari punti:
1. Maggior numero di vittorie;
2. Differenza reti;
3. Gol fatti;

## Fase finale
|  | Semifinali | Semifinali       | Semifinali | Semifinali | Semifinali |  |  | Finale         | Finale         | Finale |  |
|  |            |                  |            |            |            |  |  |                |                |        |  |
|  | C1         | Boavista Praia   | 1          | 0          | 1          |  |  |                |                |        |  |
|  | B1         | Palmeira         | 1          | 0          | 1          |  |  | Boavista Praia | Boavista Praia | 2      |  |
|  | B2         | Derby            | 0          | 4          | 4          |  |  | Derby          | Derby          | 1      |  |
|  | A1         | Académica do Sal | 1          | 1          | 2          |  |  |                |                |        |  |